# Можаев, Сергей Александрович
Сергей Александрович Можаев (род. 22 февраля 1988 года) — российский фристайлист (ски-кросс).

## Карьера
В январе 2009 года дебютировал на этапах Кубка Европы. Лучший результат - 3-е место (11.02.2011 ).
В декабре 2009 года дебютировал на этапах Кубка мира. Лучший результат - 12-е место.
Серебряный призёр чемпионат России 2011 года.
Участник двух чемпионатов мира. В 2013 году - был 13-м, а в 2015 году - 33-м.
Участник Олимпиады в Сочи, где занял 21-е место в ски-кроссе.